# Давид ди Донателло 1973
18-я церемония вручения наград премии «Давид ди Донателло» состоялась 21 июля 1973 года в Театре в Тавромении.

## Победители

### Лучший фильм
- Альфредо, Альфредо, режиссёр Пьетро Джерми (ex aequo)
- Людвиг, режиссёр Лукино Висконти (ex aequo)

### Лучшая режиссура
- Лукино Висконти — Людвиг

### Лучшая женская роль
- Флоринда Болкан — Дорогие родители (ex aequo)
- Сильвана Мангано — Игра в карты по-научному (ex aequo)

### Лучшая мужская роль
- Альберто Сорди — Игра в карты по-научному

### Лучший иностранный режиссёр
- Боб Фосси — Кабаре

### Лучшая иностранная актриса
- Лайза Миннелли — Кабаре

### Лучший иностранный актёр
- Ив Монтан — Сезар и Розали (ex aequo)
- Лоренс Оливье — Сыщик (ex aequo)

### Лучший иностранный фильм
- Крёстный отец, режиссёр Френсис Форд Коппола

### David Europeo
- Витторио Де Сика

### David Speciale
- Хельмут Бергер — Людвиг
- Аль Пачино — Крёстный отец
- Мария Шнайдер — Последнее танго в Париже и Дорогие родители

### Жизненные достижения
- Генри Фонда